# Шило (округ Йорк, Пенсільванія)
Шило (англ. Shiloh) — переписна місцевість (CDP) в США, в окрузі Йорк штату Пенсільванія. Населення — 11 524 особи (2020).

## Географія
Шило розташоване за координатами 39°58′24″ пн. ш. 76°47′31″ зх. д. / 39.97333° пн. ш. 76.79194° зх. д. (39.973381, -76.792056).  За даними Бюро перепису населення США в 2010 році переписна місцевість мала площу 10,92 км², уся площа — суходіл.

## Демографія
Згідно з переписом 2010 року, у переписній місцевості мешкало 11 218 осіб у 4649 домогосподарствах у складі 3100 родин. Густота населення становила 1027 осіб/км².  Було 4907 помешкань (449/км²).
Расовий склад населення:
| - 91,4 % — білих - 4,5 % — чорних або афроамериканців - 1,4 % — азіатів - 0,1 % — корінних американців |

До двох чи більше рас належало 1,8 %. Частка іспаномовних становила 3,1 % від усіх жителів.
За віковим діапазоном населення розподілялося таким чином: 20,4 % — особи молодші 18 років, 59,0 % — особи у віці 18—64 років, 20,6 % — особи у віці 65 років та старші. Медіана віку мешканця становила 45,2 року. На 100 осіб жіночої статі у переписній місцевості припадало 91,2 чоловіків;  на 100 жінок у віці від 18 років та старших — 87,7 чоловіків також старших 18 років.
Середній дохід на одне домашнє господарство  становив 71 989 доларів США (медіана — 62 813), а середній дохід на одну сім'ю — 84 455 доларів (медіана — 74 138). Медіана доходів становила 50 457 доларів для чоловіків та 42 995 доларів для жінок. За межею бідності перебувало 7,6 % осіб, у тому числі 15,6 % дітей у віці до 18 років та 4,6 % осіб у віці 65 років та старших.
Цивільне працевлаштоване населення становило 5609 осіб. Основні галузі зайнятості: освіта, охорона здоров'я та соціальна допомога — 26,7 %, виробництво — 18,8 %, роздрібна торгівля — 8,8 %, науковці, спеціалісти, менеджери — 7,9 %.